# 塞缪尔·雷宾
塞缪尔·雷宾（英語：Samuel Rabin，1903年6月20日—1991年12月20日），英国男子摔跤运动员。他曾代表英国参加1928年夏季奥林匹克运动会摔跤比赛，获得男子自由式中量级铜牌。